# Jeanne Lehair
Jeanne Lehair (Metz, 30 de marzo de 1996) es una deportista francesa que compite en triatlón (desde 2022 bajo la bandera de Luxemburgo).
Ganó una medalla de oro en el Campeonato Mundial de Triatlón por Relevos Mixtos de 2015 y dos medallas de oro en el Campeonato Europeo de Triatlón, en los años 2015 y 2023.

## Palmarés internacional
| Representando a Francia               |                     |                |              |
| Campeonato Mundial por Relevos Mixtos |                     |                |              |
| Año                                   | Lugar               | Medalla        | Prueba       |
| 2015                                  | Hamburgo (Alemania) | Medalla de oro | Relevo mixto |
| Campeonato Europeo                    |                     |                |              |
| Año                                   | Lugar               | Medalla        | Prueba       |
| 2015                                  | Ginebra (Suiza)     | Medalla de oro | Relevo mixto |
| Representando a Luxemburgo            |                     |                |              |
| Campeonato Europeo                    |                     |                |              |
| Año                                   | Lugar               | Medalla        | Prueba       |
| 2023                                  | Madrid (España)     | Medalla de oro | Individual   |